# E (álbum)
E (estilizado com um estimated sign [en], ℮) é o álbum de estreia do cantor sueco-britânico Ecco2k, lançado em 27 de novembro de 2019 através da Year0001. Um álbum surpresa, foi gravado em diversas cidades: Estocolmo, Berlim, Los Angeles, Londres, Falun, e Bangkok. Para gravá-lo, Ecco2k deixou seu trabalho diário como designer e retocador de fotos na Eytys: "Eu já fazia música há alguns anos, mas não sentia que sabia o que dizer e como dizer isso até aquele ponto".
Analisando o álbum à Pitchfork, Nadine Smith deu uma classificação de 7,4/10 e afirmou que E "troca o hip-hop por uma abordagem expressiva — e surpreendentemente bonita — do pop contemporâneo". e que "não mais apenas um colaborador abaixo da linha ou associado de experiência, em E [Ecco2k] finalmente entra no centro das atenções". O escritor da Nöjesguiden Levi Hielle-Bergstrom disse que "E é brilhante em sua idiossincrasia." Zac Cazes escreveu para o The Quietus que E "faz pouco para dissipar o senso de mistério do artista".

## Faixas
Todas as faixas escritas e compostas por Carl Mikael Berlander, Ludwig Rosenburg e Zak Arogundade, com escritores adicionais marcados abaixo. 
| N.º            | Título              | Duração |  |
| 1.             | "AAA Powerline"     | 4:12    |  |
| 2.             | "Peroxide"          | 3:34    |  |
| 3.             | "Fragile"           | 2:53    |  |
| 4.             | "Bliss Fields"      | 0:22    |  |
| 5.             | "Fruit Bleed Juice" | 1:12    |  |
| 6.             | "Cc"                | 2:34    |  |
| 7.             | "Calcium"           | 3:44    |  |
| 8.             | "Sugar & Diesel"    | 3:19    |  |
| 9.             | "Don't Ask"         | 2:20    |  |
| 10.            | "Security!"         | 2:35    |  |
| 11.            | "Time"              | 2:01    |  |
| 12.            | "Blue Eyes"         | 1:33    |  |
| Duração total: | Duração total:      | 30:23   |  |

| Faixa bônus da versão física |                   |         |  |
| N.º                          | Título            | Duração |  |
| 13.                          | "Life After Life" | 2:22    |  |
| Duração total:               | Duração total:    | 32:45   |  |